# Schloss Bokeloh
Schloss Bokeloh, auch als Veste Bokeloh im Sinne von Festes Haus bezeichnet, war eine im 13. Jahrhundert vom Mindener Bischof Ludolf erbaute Burganlage in Bokeloh in Niedersachsen. Die Grafen von Schaumburg richteten in ihr im 15. Jahrhundert den Sitz des Amtes Bokeloh ein. Nach der Auflösung des Amtes 1819 wurden die meisten Gebäude abgerissen.

## Baubeschreibung
Die frühere Burganlage liegt als Niederungsburg am südwestlichen Ende von Bokeloh im weitläufigen Niederungsgebiet der Westaue. Der Burgplatz sowie das Gelände der Vorburg sind leicht erhöht. Beides war von Burggräben umgeben, deren Vertiefungen noch erkennbar sind.

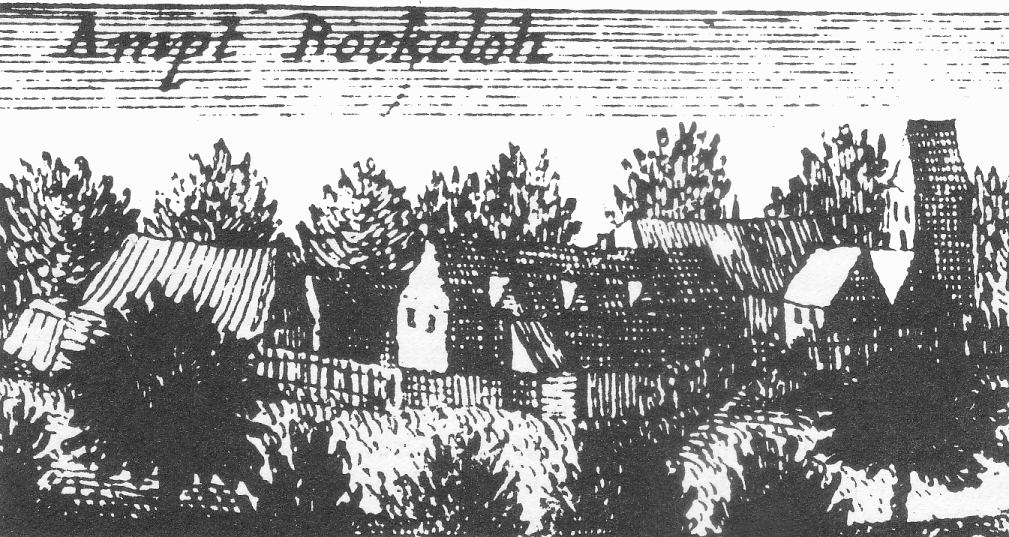
Schloss Bokeloh als Sitz des Amtes Bokeloh, rechts der frühere Burgturm, 1681

Bildliche Darstellungen der Burg in Bokeloh sind nicht überliefert. Eine Zeichnung von 1681 zeigt sie in einem Zustand, als sie bereits Amtssitz war. Zu dieser Zeit stellte sich die Anlage als  lose Ansammlung von Gebäuden mit einem einzeln stehenden Burgturm dar. Die Fundamente eines viereckigen Turms wurde bei Baumaßnahmen im 19. Jahrhundert gefunden. Die heutigen Gebäude, die zum Teil auf dem mittelalterlichen Grundmauern sowie einem Kellergewölbe stehen, gehen auf das 16. Jahrhundert zurück. Eine Karte, die etwa in das 17. bis 18. Jahrhundert datiert wird, gibt das Schloss als eine nach Südwesten offene Dreiflügelanlage wieder. Zu den aneinander stehenden Bauten gehörten ein Brauhaus, zwei Wohnhäuser, ein Gebäudeflügel, ein Pferdestall und ein Torfschauer.
Bei der Auflösung des Amtes Bokeloh 1819 kam es zum Abriss von etlichen Gebäuden, wie dem Amtsstubenhaus, dem Vorwerksgebäude, dem Pferdestall, dem Schweinehaus, den Wagenremisen, dem Darrhaus und einer Scheune. Unberührt blieben lediglich das Amtshaus und ein Nebengebäude. Im Amtshaus nahm der Oberförster seinen Dienstsitz. Das Nebengebäude wurde durch in Bokeloh tätige Beamte des Amtes Blumenau, und teilweise als Lagerraum für Korn genutzt. In den 1910er Jahren kam es zu Umbauten der Schlossgebäude und zu Erweiterungsbauten. Heute steht es in Privatbesitz und wird zu Wohnzwecken genutzt.
Ob das Baumaterial des Burggebäudes, wie in den schriftlichen Überlieferungen beschrieben, vom Tienberg stammt, wurde 1976 überprüft. Dies erfolgte durch vergleichende Untersuchungen des markanten roten Sandsteins durch das Niedersächsischen Landesamt für Bodenforschung. Die Steine ließen sich von ihrer petrografischen Beschaffenheit her dem Mittleren Buntsandstein zurechnen. Es wurde als wahrscheinlich angesehen, dass die Steine vom Tienberg stammen, da ähnliche Gesteine erst im Raum Bodenwerder vorhanden sind und ein Transport von dort unwahrscheinlich ist.

## Geschichte

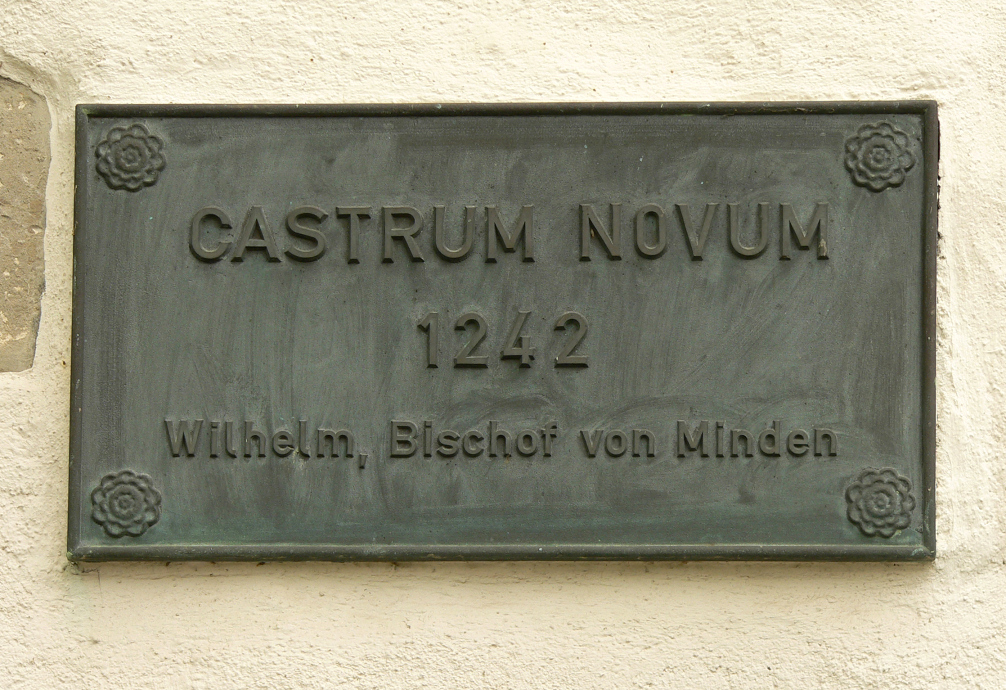
Gedenkplatte am Schlossgebäude zur Erbauung im Jahre 1242

In der Forschung ist die Burg Bokeloh teilweise mit dem 1242 vom  Mindener Bischof Wilhelm I. an einem Ort namens „Karnewinkel“ errichteten „castrum novum“ identifiziert worden, das aber auch bei Bordenau oder Liebenau lokalisiert bzw. mit der Kranenburg im Steinhuder Meer identifiziert wird.
Der Mindener Bischof Wilhelm I. errichtete 1242 die Burg in Bokeloh. Sein Nachfolger Johann führte die Befestigung der Burg weiter und ließ laut den Mindener Bischofschroniken einen Burgturm errichten. In den Bischofschroniken wird die Burg als „Castrum Novum“ erwähnt und erst 1317 als castrum Boklo erstmals urkundlich genannt. Die Burg spielte in der Mitte des 13. Jahrhunderts eine wichtige territoriale Rolle im Hinblick auf die Grafen von Roden im Raum Wunstorf. Die Burg war keine reine Bischofsburg, da auf ihr zwei Burgmannen des Grafen von Roden saßen. Im Gegenzug hatte der Graf dem Mindener Bischof das Recht eingeräumt, am nördlich von Bokeloh gelegenen Tienberg Steine für den Bau der Burg zu brechen und im Wald Holz zu schlagen. Es wird vermutet, dass die Partnerschaft des Bischofs von Minden mit dem Grafen von Roden darauf basierte, eine Koalition gegen den Grafen von Schaumburg und dessen Pläne zur Rodung des Dülwaldes zu bilden. Auch wird der Grund für die Anlage der Burg in Bokeloh im Schutz der bischöflichen Besitztümer um Idensen mit der Sigwardskirche vermutet.
1317 wird die Burg erstmals ausdrücklich erwähnt, als die Grafen von Roden dem Mindener Bischof den Besitz der Burg zugestanden. Der Mindener Bischof Ludwig gab die Burg im 14. Jahrhundert an die Herzöge von Braunschweig und Lüneburg als Pfandbesitz, sie wurde von ihnen weiterverpfändet. Zu einem unbekannten Zeitpunkt im 15. Jahrhundert kam sie an die Grafen von Schaumburg, die ebenfalls die Burg als Pfandobjekt verwendeten und zudem hier einen Amtssitz einrichteten. Mit dem Aussterben der Grafen 1640 übernahmen die Herzöge von Braunschweig-Lüneburg das Amt, das 1819 mit dem Amt Blumenau vereinigt wurde. Der Amtssitz wurde darauf zum Pachthof.